# Louis Nanne
Temple de la renommée de l'IIHF : 2004
Temple de la renommée américain : 1998
Louis Vincent Nanne, dit Lou, (né le 2 juin 1941 à Sault-Sainte-Marie dans la province de l'Ontario au Canada) est un joueur et directeur-général de la Ligue nationale de hockey.

## Biographie

### Carrière de joueur
Bien que né au Canada, Lou Nanne rejoint en 1960 l'université américaine du Minnesota où il étudie en administration. Il rejoint par le fait même l'équipe représentant cette université dans la National Collegiate Athletic Association (NCAA), les Golden Gophers, équipe avec qui il évolue durant trois saisons.
Il mène la WCHA, division de la NCAA, au chapitre des points marqué au cours de la saison 1962-1963. Ce qui lui fait mériter une place sur l'équipe toute étoiles de cette division ainsi que les mêmes honneurs au niveau de l'Ouest américain. Au terme de cette saison, il est appelé à rejoindre l'équipe des Mustangs de Rochester de la United States Hockey League avec qui il joue d'abord les deux premières années uniquement les fins de semaines, puis de 1965 à 1967, il obtient un poste permanent avec les Mustangs.
Ayant obtenu la citoyenneté américaine au cours de l'été 1967, il est invité à rejoindre l'Équipe nationale des États-Unis avec laquelle il prendra part aux Jeux olympiques d'hiver de 1968. En mars 1968, Lou Nanne signe un contrat à titre d'agent libre avec les North Stars du Minnesota, il s'aligne alors avec l'équipe pour deux rencontres obtenant au cours de ceux-ci son premier point (une passe) dans la ligue nationale.
Après avoir commencé la saison 1968-1969 avec les clubs affiliés au North Stars, Nanne se déniche un poste permanent avec l'équipe, poste qu'il conservera durant les dix saisons qui vont suivre. Jumelé à Murray Oliver et Dean Prentice, il connait sa meilleure saison en carrière en 1971-1972, obtenant un total de 21 buts. Certes pas un fin marqueur, Nanne démontre sur la glace de grande habileté en tant que fabricant de jeu et est l'homme de confiance de son entraîneur lorsqu'il s'agît de jouer en infériorité numérique.
Nanne refait apparition au niveau international à l'occasion du championnat du monde de 1976 où l'équipe des États-Unis termine quatrième, puis quelques mois plus tard, toujours avec les États-Unis, il participe à la première Coupe Canada. Il prend part à nouveau au championnat du monde l'année suivante avant d'annoncer son retrait de la compétition. Au total il joue plus de 600 rencontres et obtenu plus de 200 points dans la LNH.

### Carrière de directeur-général
À l'été 1978, Nanne accepte les postes de directeur-général en plus du poste d'entraîneur-chef des North Stars du Minnesota qu'il a occupé une partie de la saison précédente. Il démissionne cependant de son titre d'entraineur avant le début de la saison 1978-1979 afin de se concentrer pleinement sur la reconstruction de l'équipe. Il engage alors Harry Howell pour le remplacer comme entraîneur de l'équipe.
Héritant du tout premier choix lors du repêchage de 1978, Nanne sélectionne alors Bobby Smith, futur vainqueur du trophée Calder puis réclame Steve Payne au deuxième tour.
Avec la dissolution des Barons de Cleveland durant l'été, Nanne met la main sur le gardien Gilles Meloche et l'attaquant Al MacAdam, puis l'année suivante, offre un contrat au jeune Dino Ciccarelli qui, au moment du repêchage, avait un bras cassé et fut donc ignoré par les autres équipes de la ligue. Les North Stars connurent alors une progression au chapitre des points et en 1981 atteignent la finale de la coupe Stanley pour la première fois de leur histoire.
La réputation de Nanne en tant que directeur-général fit par ces résultats un bond en avant et il reçut l'offre de diriger l'équipe des États-Unis à l'occasion des Coupe Canada de 1981 et 1984.
En 1988, Lou Nanne dut démissionner de son poste de directeur-général pour des raisons de santé. Dix ans plus tard, en 1998, il fut admis au Temple de la renommée du hockey américain.

## Statistiques

### En club
| Saison     | Équipe                      | Ligue      |     | Saison régulière | Saison régulière | Saison régulière | Saison régulière | Saison régulière |   | Séries éliminatoires | Séries éliminatoires | Séries éliminatoires | Séries éliminatoires | Séries éliminatoires |
| Saison     | Équipe                      | Ligue      | PJ  | B                | A                | Pts              | Pun              | PJ               | B | A                    | Pts                  | Pun                  |                      |                      |
| 1960-1961  | Golden Gophers du Minnesota | WCHA       | 30  | 4                | 12               | 16               | 52               |                  |   |                      |                      |                      |                      |                      |
| 1961-1962  | Golden Gophers du Minnesota | WCHA       | 22  | 4                | 11               | 15               | 37               |                  |   |                      |                      |                      |                      |                      |
| 1962-1963  | Golden Gophers du Minnesota | WCHA       | 29  | 14               | 29               | 43               | 30               |                  |   |                      |                      |                      |                      |                      |
| 1963-1964  | Mustangs de Rochester       | USHL       |     |                  |                  |                  |                  |                  |   |                      |                      |                      |                      |                      |
| 1964-1965  | Mustangs de Rochester       | USHL       |     |                  |                  |                  |                  |                  |   |                      |                      |                      |                      |                      |
| 1965-1966  | Mustangs de Rochester       | USHL       | 25  | 23               | 22               | 45               | 4                |                  |   |                      |                      |                      |                      |                      |
| 1966-1967  | Mustangs de Rochester       | USHL       | 24  | 11               | 12               | 23               | 8                |                  |   |                      |                      |                      |                      |                      |
| 1967-1968  | North Stars du Minnesota    | LNH        | 2   | 0                | 1                | 1                | 0                |                  |   |                      |                      |                      |                      |                      |
| 1968-1969  | South Stars de Memphis      | LCH        | 3   | 0                | 1                | 1                | 0                |                  |   |                      |                      |                      |                      |                      |
| 1968-1969  | Barons de Cleveland         | LAH        | 10  | 1                | 2                | 3                | 8                |                  |   |                      |                      |                      |                      |                      |
| 1968-1969  | North Stars du Minnesota    | LNH        | 41  | 2                | 12               | 14               | 47               |                  |   |                      |                      |                      |                      |                      |
| 1969-1970  | North Stars du Minnesota    | LNH        | 74  | 3                | 20               | 23               | 75               | 5                | 0 | 2                    | 2                    | 2                    |                      |                      |
| 1970-1971  | North Stars du Minnesota    | LNH        | 68  | 5                | 11               | 16               | 22               | 12               | 3 | 6                    | 9                    | 4                    |                      |                      |
| 1971-1972  | North Stars du Minnesota    | LNH        | 78  | 21               | 28               | 49               | 27               | 7                | 0 | 0                    | 0                    | 0                    |                      |                      |
| 1972-1973  | North Stars du Minnesota    | LNH        | 74  | 15               | 20               | 35               | 39               | 6                | 1 | 2                    | 3                    | 0                    |                      |                      |
| 1973-1974  | North Stars du Minnesota    | LNH        | 76  | 11               | 21               | 32               | 46               |                  |   |                      |                      |                      |                      |                      |
| 1974-1975  | North Stars du Minnesota    | LNH        | 49  | 6                | 9                | 15               | 35               |                  |   |                      |                      |                      |                      |                      |
| 1975-1976  | North Stars du Minnesota    | LNH        | 79  | 3                | 14               | 17               | 45               |                  |   |                      |                      |                      |                      |                      |
| 1976-1977  | North Stars du Minnesota    | LNH        | 68  | 2                | 20               | 22               | 12               | 2                | 0 | 0                    | 0                    | 2                    |                      |                      |
| 1977-1978  | North Stars du Minnesota    | LNH        | 26  | 0                | 1                | 1                | 8                |                  |   |                      |                      |                      |                      |                      |
| Totaux LNH | Totaux LNH                  | Totaux LNH | 635 | 68               | 157              | 225              | 356              | 32               | 4 | 10                   | 14                   | 8                    |                      |                      |

### En équipe nationale
| Saison | Équipe     | Ligue                |    | PJ | B | A | Pts | Pun |
| 1968   | États-Unis | Jeux olympiques      | 7  | 2  | 2 | 4 | 12  |     |
| 1976   | États-Unis | Championnat du monde | 10 | 1  | 3 | 4 | 26  |     |
| 1976   | États-Unis | Coupe Canada         | 5  | 0  | 2 | 2 | 6   |     |
| 1977   | États-Unis | Championnat du monde | 10 | 2  | 2 | 4 | 19  |     |

## Honneurs et trophées
- Western Collegiate Hockey Association
  - Membre de la première équipe équipe d'étoiles en 1963.
  - Nommé le joueur par excellence (MVP) de la ligue en 1963.
- National Collegiate Athletic Association
  - Membre de la première équipe d'étoiles de l'Ouest des États-Unis en 1963.
- Ligue nationale de hockey
  - Récipiendaire du trophée Lester-Patrick en 1989.
- Autres
  - Intronisé au Temple de la renommée du hockey américain en 1998.
  - Intronisé au Temple de la renommée de l'IIHF en 2004.